# II liga polska w piłce nożnej (1964/1965)
II liga 1964/1965 – 17. edycja rozgrywek drugiego poziomu ligowego piłki nożnej mężczyzn w Polsce. Wzięło w nich udział 16 drużyn, grając systemem kołowym. Sezon ligowy rozpoczął się w sierpniu 1964, ostatnie mecze rozegrano w czerwcu 1965.
| Poziomy rozgrywkowe w sezonie 1964/1965 | Poziomy rozgrywkowe w sezonie 1964/1965 | Poziomy rozgrywkowe w sezonie 1964/1965 |
| Rozgrywki                               | P                                       | Nazwa                                   |
| --------------------------------------- | --------------------------------------- | --------------------------------------- |
| Centralne                               | I                                       | I Liga                                  |
| Centralne                               | II                                      | II Liga                                 |
| Okręgowe (17 okręgów)                   | III                                     | Liga Okręgowa                           |
| Okręgowe (17 okręgów)                   | IV                                      | A klasa                                 |
| Okręgowe (17 okręgów)                   | V                                       | B klasa                                 |
| Okręgowe (17 okręgów)                   | VI                                      | C klasa                                 |

## Drużyny
| Uczestnicy poprzedniej edycji                                                                                 | Uczestnicy poprzedniej edycji | Uczestnicy poprzedniej edycji | Uczestnicy poprzedniej edycji |
| --- | ----------------------------- | ----------------------------- | ----------------------------- |
| STŁ | Start Łódź                    | 3                             |                               |
| KAT | GKS Katowice                  | 4                             |                               |
| CRA | Cracovia                      | 5                             |                               |
| GWB | Górnik Wałbrzych              | 6                             |                               |
| GAR | Garbarnia Kraków              | 7                             |                               |
| PBD | Polonia Bydgoszcz             | 8                             |                               |
| LUB | KS Lublinianka                | 9                             |                               |
| LGD | Lechia Gdańsk                 | 10                            |                               |
| RAK | Raków Częstochowa             | 11                            |                               |
| SMI | Stal Mielec                   | 12                            |                               |
| Spadek z I ligi 1963/1964                                                                                     |                               |                               |                               |
| WKR | Wisła Kraków                  | 13                            |                               |
| ARS | Arkonia Szczecin              | 14                            |                               |
| Awans z III ligi 1963/1964                                                                                    |                               |                               |                               |
| zwycięzcy baraży o awans                                                                                      |                               |                               |                               |
| GTH | Górnik Thorez                 | 1 (gr. I)                     |                               |
| VIC | Victoria Jaworzno             | 1 (gr. II)                    |                               |
| WOL | Warmia Olsztyn                | 1 (gr. III)                   |                               |
| GDY | MZKS Gdynia                   | 1 (gr. IV)                    |                               |
| Oznaczenia: - kolumna pierwsza – skróty nazw drużyn, - kolumna trzecia – miejsce zajęte w poprzednim sezonie. |                               |                               |                               |

## Rozgrywki
Uczestnicy rozegrali 30 kolejek ligowych po 8 meczów każda (razem 240 spotkań) w dwóch rundach – jesiennej i wiosennej.
Mistrz i wicemistrz II ligi uzyskali awans do I ligi, a zespoły z miejsc 13–16 spadły do III ligi.

### Tabela
| Lp. | Drużyna               | M  | Z  | R  | P  | Bramki | Bramki | Różn. | Pkt | Uwagi              |
| --- | --------------------- | -- | -- | -- | -- | ------ | ------ | ----- | --- | ------------------ |
| 1   | Wisła Kraków (M) (A)  | 30 | 20 | 6  | 4  | 62     | 25     | +37   | 46  | Awans do I ligi    |
| 2   | GKS Katowice (A)      | 30 | 16 | 11 | 3  | 75     | 31     | +44   | 43  | Awans do I ligi    |
| 3   | Raków Częstochowa     | 30 | 16 | 8  | 6  | 59     | 33     | +26   | 40  |                    |
| 4   | Victoria Jaworzno     | 30 | 9  | 15 | 6  | 47     | 38     | +9    | 33  |                    |
| 5   | Cracovia              | 30 | 10 | 12 | 8  | 39     | 32     | +7    | 32  |                    |
| 6   | Górnik Thorez         | 30 | 12 | 8  | 10 | 32     | 27     | +5    | 32  |                    |
| 7   | Lechia Gdańsk         | 30 | 10 | 11 | 9  | 32     | 38     | −6    | 31  |                    |
| 8   | Stal Mielec           | 30 | 10 | 9  | 11 | 27     | 32     | −5    | 29  |                    |
| 9   | Garbarnia Kraków      | 30 | 10 | 8  | 12 | 38     | 41     | −3    | 28  |                    |
| 10  | Start Łódź            | 30 | 8  | 12 | 10 | 29     | 36     | −7    | 28  |                    |
| 11  | MZKS Gdynia           | 30 | 10 | 8  | 12 | 31     | 39     | −8    | 28  |                    |
| 12  | Górnik Wałbrzych      | 30 | 9  | 9  | 12 | 50     | 60     | −10   | 27  |                    |
| 13  | Warmia Olsztyn (S)    | 30 | 8  | 11 | 11 | 27     | 41     | −14   | 27  | Spadek do III ligi |
| 14  | Arkonia Szczecin (S)  | 30 | 6  | 11 | 13 | 28     | 40     | −12   | 23  | Spadek do III ligi |
| 15  | Polonia Bydgoszcz (S) | 30 | 3  | 12 | 15 | 31     | 64     | −33   | 18  | Spadek do III ligi |
| 16  | KS Lublinianka (S)    | 30 | 3  | 9  | 18 | 26     | 56     | −30   | 15  | Spadek do III ligi |